# Wee Man

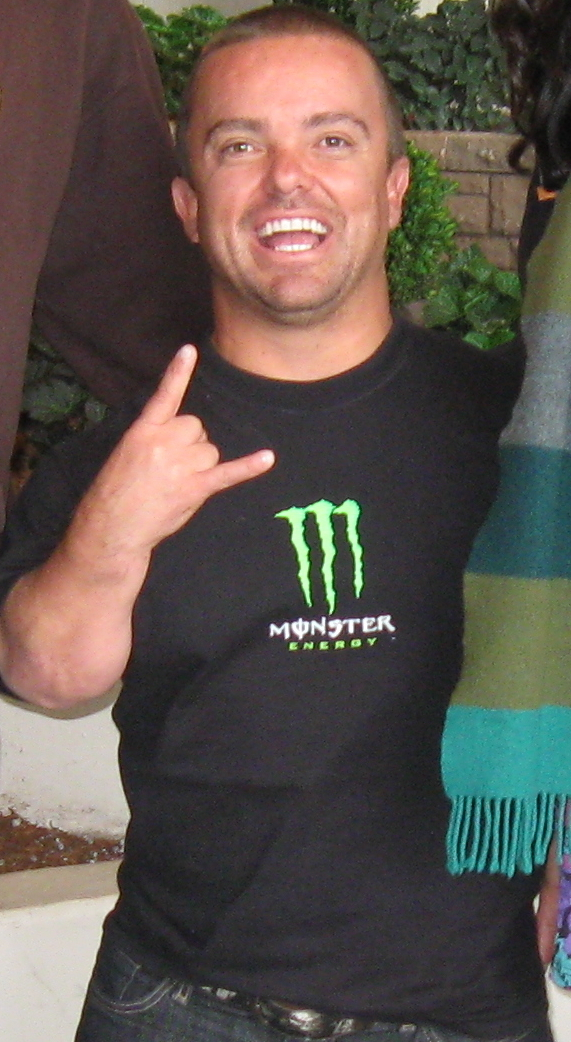
Wee Man (2009)

Wee Man (bürgerlich Jason Shannon Acuña; * 16. Mai 1973 in Pisa, Italien) ist ein US-amerikanischer Schauspieler, Stuntman und Skateboarder. Bekanntheit erlangte er als einer der Darsteller der MTV-Show Jackass.
Acuñas Vater ist Mexikaner, seine Mutter Deutsche. Er hat Achondroplasie, eine Form der Kleinwüchsigkeit. Aufgrund seiner Größe benutzt er ein eigenes, etwas kleineres Skateboard.
Nach dem Ende von Jackass war Acuña mehrfach als Gast in der MTV-Sendung Wildboyz seiner ehemaligen Kollegen Steve-O und Chris Pontius zu sehen. Außerdem taucht er im Skateboarding-Spiel Tony Hawk’s Underground 2 und in Jackass: The Game auf, wo man ihn als Spielfigur auswählen kann.

## Filmografie
- 2003: Jackass: The Movie
- 2003: Grind, mit Bam Margera und Rick Kosick
- 2006: Jackass: Nummer Zwei
- 2008: Jackass 2.5
- 2010: Jackass 3D
- 2011: Jackass 3.5
- 2022: Jackass Forever
- 2022: Jackass 4.5